# Distrito electoral local 26 de la Ciudad de México
El XXVI Distrito Electoral Local de Ciudad de México es uno de los 33 distritos electorales Locales en los que se encuentra dividido el territorio de Ciudad de México. Su cabecera es la alcaldía Coyoacán.

## Ubicación
Abarca el sector poniente de Coyoacán. Limita al norte con el distrito XVII de Benito Juárez, al este con el distrito XXIII de Álvaro Obregón, al sur con el distrito XIV de Tlalpan, al sureste con el distrito XXX y XXXII dentro de la alcaldía y al este con el distrito XXIV de Iztapalapa.

## Congreso de la Ciudad de México (desde 2018)
| Diputado                    | Grupo parlamentario | Legislatura | Periodo     |
| --------------------------- | ------------------- | ----------- | ----------- |
| Lety Varela                 |                     | I           | 2018 - 2021 |
| Héctor Barrera Marmolejo    |                     | II          | 2021 - 2024 |
| Gerardo Villanueva Albarrán |                     | III         | 2024 -      |

## Resultados electorales

### 2021
|  | 51.5964 % |

|  | 24.3934 % |

|  | 12.8206 % |

|  | 2.7478 % |

|  | 0.8118 % |

|  | 0.5889 % |

|  | 0.3146 % |

|  | 0.6896 % |

|  | 1.0727 % |

|  | 0.1115 % |

|  | 2.3370 % |

|  | 100.00 % |